# Кэтлин Ки
Кэтлин Ки (англ. Kathleen Key, урождённая Китти Ланан (англ. Kitty Lanahan), 1 апреля 1903, Буффало, Нью-Йорк — 22 декабря 1954, Вудленд-Хиллз, Калифорния) — американская актриса.

## Биография
Кэтлин Ки родилась в Буффало, штат Нью-Йорк. Её кинодебют состоялся в 1920 году в австралийском фильме «Джекеру из Кулабонга», где она сыграла главную роль. В 1923 году Ки попала в число финалисток «WAMPAS Baby Stars», как одна из самых перспективных начинающих актрис. Несмотря на это признание и десятки новых ролей, актриса так и добилась большого успеха в кино, исполнив свою самую заметную роль в 1925 году в картине «Бен-Гур: история Христа».
В начале 1930-х годов у актрисы был роман со звездой немого кино Бастером Китоном, который в то время был женат. Когда актёр решил разорвать с ней отношения, Ки в порыве ревности устроила обыск в его гримерке на студии «MGM». Также сообщалось, что обыск в раздевалке был вызван отказом Китона дать Ки денежный заём
. Из-за этого скандала актриса фактически попала в список нежелательных актёров, и стала получать лишь эпизодические роли на экране, а её имя не фигурировало в титрах последних четырёх кинокартин с её участием. Последний раз на киноэкранах она появилась в 1936 году в романтической комедии «Один дождливый день».
Последние свои годы Кэтлин Ки провела в Загородном доме деятелей кинематографа в Лос-Анджелесе, где скончалась 22 декабря 1954 года от цирроза печени в возрасте 51 года. Актриса похоронена на кладбище Мемориального парка «Вальхалла» в Северном Голливуде, Калифорния.